# Aulacoptera
Aulacoptera és un gènere d'arnes de la família Crambidae. El nom original Aulacophora és un homònim del seu nom anterior, Aulacophora Dejean, de 1835, i va ser substituït per George Hampson el 1896

## Taxonomia
- Aulacoptera fuscinervalis (Swinhoe, 1895)
- Aulacoptera philippinensis Hampson, 1912